# Decembrie 2015
Acest articol este generat integral pe baza informațiilor din articolul 2015 și este actualizat periodic de un robot.
 Editările făcute în articol vor fi șterse la următoarea actualizare! Dacă doriți să faceți modificări, editați articolul-sursă.

ianuarie -
februarie -
martie -
aprilie -
mai -
iunie -
iulie -
august -
septembrie -
octombrie -
noiembrie -
decembrie
Decembrie 2015 a fost a douăsprezecea lună a anului și a început într-o zi de marți.

## Evenimente

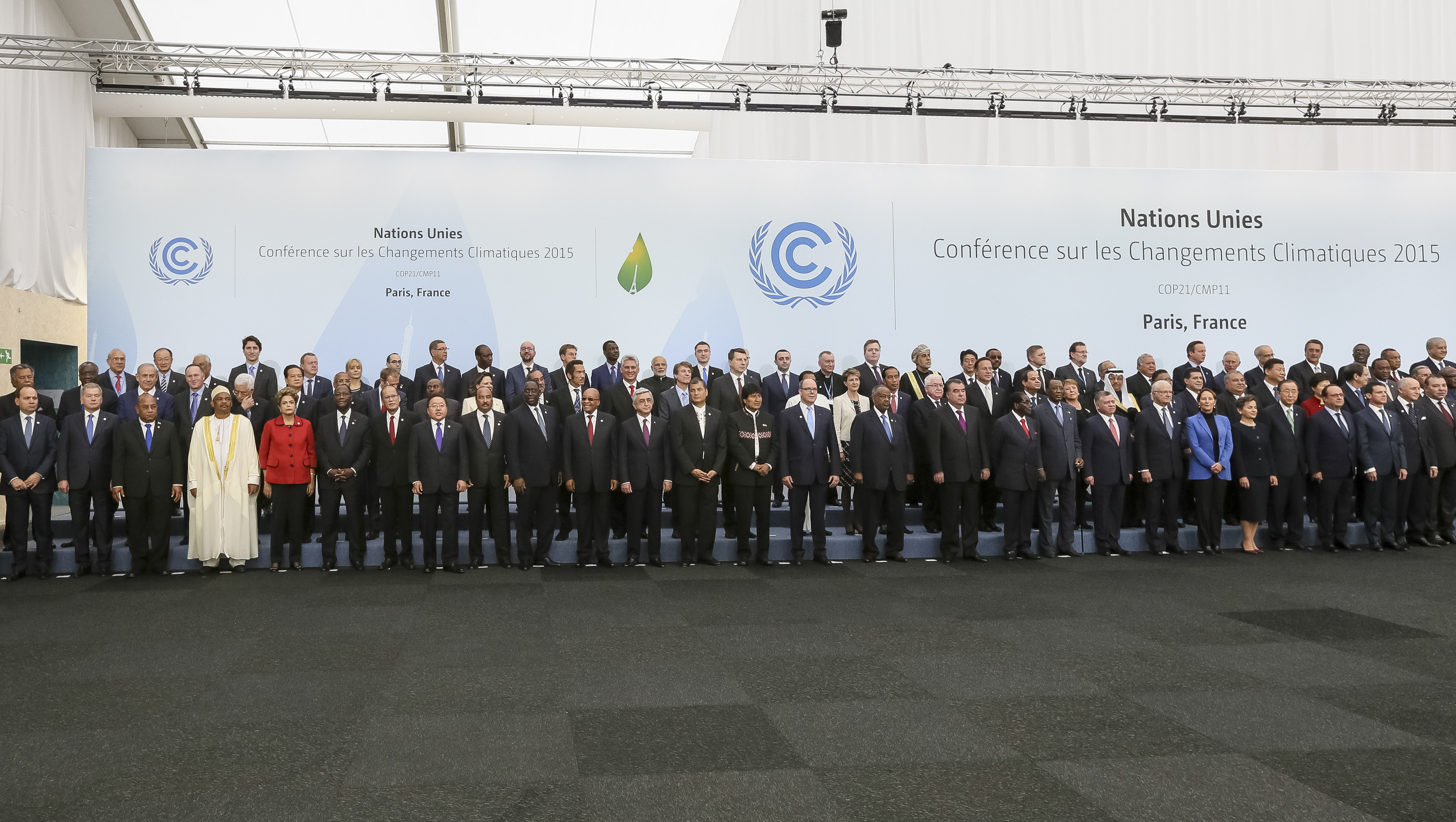
12 decembrie: La Paris s-a semnat un tratat în temeiul (UNFCCC), care reglementează măsurile de reducere a emisiilor de dioxid de carbon începând cu anul 2020.

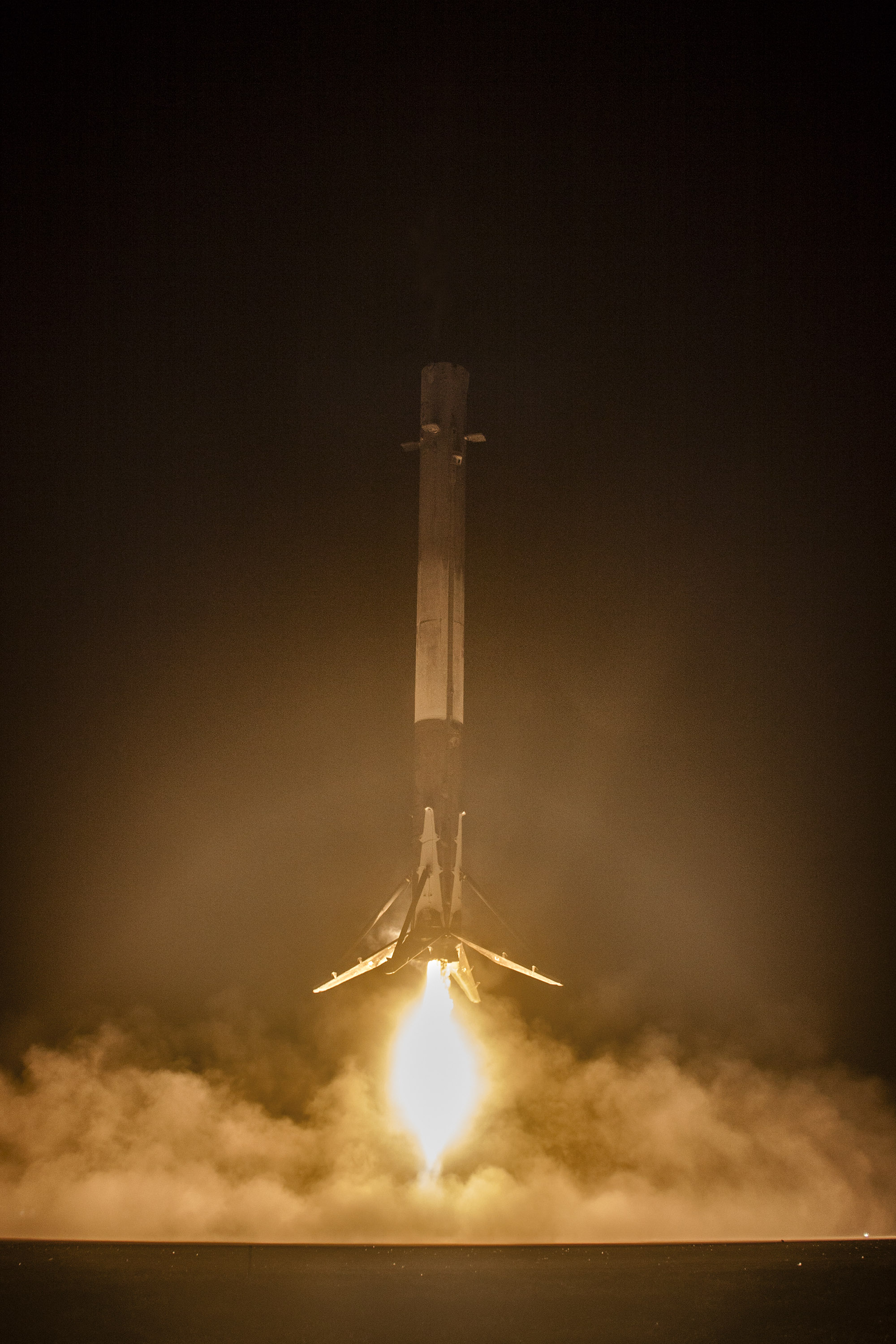
22 decembrie: Compania americană SpaceX, după ce a trimis pe orbită o rachetă cu 11 sateliți, a reușit în premieră să o recupereze, racheta aterizând controlat vertical la baza din Cape Canaveral.

- 2 decembrie: Doi oameni au deschis focul în San Bernardino, California (SUA), la un centru social, omorând cel puțin 14 persoane și rănind alte 14. După două zile masacrul a fost reclasificat în „act de terorism".[1][2]
- 3 decembrie: A fost lansată sonda spațială LISA Pathfinder, care va testa tehnologiile necesare pentru detectarea undelor gravitaționale.
- 7 decembrie: Beijing a decretat cod roșu de poluare, ceea ce înseamnă că începând de a doua zi, milioane de autovehicule vor fi forțate să staționeze, fabricile și spațiile în construcție vor fi închise, iar școlile și alte instituții publice vor fi sfătuite să își suspende activitatea.[3]
- 12 decembrie: La Paris s-a semnat un tratat în temeiul Convenției-cadru a Organizației Națiunilor Unite privind schimbările climatice (UNFCCC), care reglementează măsurile de reducere a emisiilor de dioxid de carbon începând cu anul 2020.
- 14 decembrie: Peste 700.000 de persoane din statul Filipine au fost evacuate preventiv din cauza Taifunului Melor, care s-a intensificat rapid în weekend pe măsură ce a avansat spre insula estică Samar.
- 15 decembrie: Bilanțul incendiului din clubul Colectiv a ajuns la 62 de decese.
- 21 decembrie: Partidul Popular al președintelui Guvernului spaniol Mariano Rajoy s-a clasat pe primul loc în urma alegerilor legislative, dar a pierdut majoritatea absolută, în favoarea partidelor de stânga care, împreună, ar putea guverna, potrivit rezultatelor definitive.
- 21 decembrie: Peste 130 de incendii de vegetație afectau Asturia, în nord-vestul Spaniei, unde o masă de aer neobișnuit de caldă și uscată a îngreunat intervenția pompierilor, iar aceste incendii au condus la închiderea temporară a unor drumuri și unei linii feroviare.
- 21 decembrie: Președintele Republicii Moldova, Nicolae Timofti, l-a desemnat pe omul de afaceri Ion Sturza pentru funcția de prim-ministru.
- 22 decembrie: Bilanțul incendiului din clubul Colectiv a ajuns la 63 de decese.
- 22 decembrie: Compania americană SpaceX, după ce a trimis pe orbită o rachetă cu 11 sateliți, a reușit în premieră să o recupereze, racheta aterizând controlat la baza din Centrul Spațial Kenedy.[4] Zborul a durat 10 minute, iar racheta a aterizat la aproximativ 9 km de locul decolării.
- 25 decembrie: Un cutremur cu magnitudinea de 6,2 grade Richter s-a produs, în nord-estul Afganistanului, aproape de granița cu Pakistan și Tadjikistan, a anunțat Institutul de geologie al Statelor Unite (USGS). Cel puțin 12 persoane au fost rănite și spitalizate în provincia afgană Nangarhar (est).

## Decese
- 2 decembrie: Ferenc Juhász, 87 ani, poet maghiar (n. 1928)
- 2 decembrie: John Osborn, 92 ani, om politic britanic (n. 1922)
- 2 decembrie: John Osborn, politician britanic (n. 1922)
- 2 decembrie: Ferenc Juhász, poet maghiar (n. 1928)
- 3 decembrie: Scott Weiland, 48 ani, muzician american (n. 1967)
- 4 decembrie: Robert Loggia (n. Salvatore Loggia), 85 ani, actor american (n. 1930)
- 4 decembrie: Lajos Takács, 91 ani, matematician maghiar (n. 1924)
- 6 decembrie: Laza Cnejevici, 79 ani, interpretă de muzică populară din zona Banatului (n. 1936)
- 7 decembrie: Ionel Muntean, 76 ani, sculptor român (n. 1938)
- 8 decembrie: Efim Tarlapan, 71 ani, scriitor, poet umorist și satiric din R. Moldova (n. 1944)
- 9 decembrie: Gheorghe Gruia Marinescu, 76 ani, handbalist olimpic român (n. 1940)
- 9 decembrie: Akiyuki Nosaka, 85 ani, romancier, cântăreț, textier japonez (n. 1930)
- 11 decembrie: Mihai Adam, 75 ani, fotbalist român (atacant), (n. 1940)
- 11 decembrie: Peter Westbury, 77 ani, pilot britanic de Formula 1 (n. 1938)
- 13 decembrie: Benedict Anderson (n. Benedict Richard O'Gorman Anderson), 79 ani, specialist în științe politice, irlandez (n. 1936)
- 13 decembrie: Florin Manolescu, 72 ani, critic, istoric literar și prozator român (n.1943)
- 14 decembrie: Armando Cossutta, 89 ani, politician italian, membru al Partidului Comunist Italian (n. 1926)
- 15 decembrie: Licio Gelli, 96 ani, om de afaceri italian (n. 1919)
- 17 decembrie: Gheorghe Tegleațov, 61 ani, fotbalist și antrenor din R. Moldova, născut în Ucraina (n. 1954)
- 19 decembrie: Arie Hashavia, 84 ani, scriitor, ziarist și traducător israelian (n. 1931)
- 19 decembrie: Kurt Masur, 88 ani, dirijor german (n. 1927)
- 19 decembrie: George Pătrănoiu, 42 ani, chitarist român (Taxi), (n. 1973)
- 20 decembrie: Sorin Medeleni, 63 ani, actor român de teatru și de film (n. 1952)
- 21 decembrie: Annie Bentoiu, 88 ani, poetă, scriitoare și traducătoare română (n.1927)
- 21 decembrie: Kenzo Ohashi, 81 ani, fotbalist japonez (n. 1934)
- 22 decembrie: Günther Reininger, 65 ani, muzician germano-român (Phoenix, Amicii), (n. 1950)
- 28 decembrie: Lemmy Kilmister (n. Ian Fraser Kilmister), 70 ani, muzician și basist britanic (n. 1945)
- 28 decembrie: Lemmy, muzician britanic (n. 1945)
- 29 decembrie: Pavel Srníček, 47 ani, fotbalist ceh (portar), (n. 1968)
- 31 decembrie: Wayne Rogers (n. William Wayne McMillan Rogers III), 82 ani, actor american de film și TV (n. 1933)